# Cassação de direitos políticos
Cassação de direitos políticos é uma punição que priva o condenado do direito de exercer mandato para o qual tenha sido eleito, bem como da possibilidade de eleger ou ser eleito para cargo eletivo ou, ainda, ocupar cargo na Administração Pública, por determinado período de tempo.

## Constituição brasileira
A Constituição da República Federativa do Brasil, em seu artigo 55, incisos I, II e VI, lista os casos em que o mandato de um representante eleito pelo povo poderá ser cassado. São eles:
- Firmar ou manter, desde a expedição do diploma, contrato com pessoa jurídica de direito público, autarquia, empresa pública, sociedade de economia mista ou empresa concessionária de serviço público, salvo quando o contrato obedecer a cláusulas uniformes;
- Aceitar ou exercer, também desde a expedição do diploma, cargo, função ou emprego remunerado, inclusive os de que seja demissível "ad nutum", em autarquia, empresa pública, sociedade de economia mista ou empresa concessionária de serviço público;
- Ser, desde a data da posse, proprietário, controlador ou diretor de empresa que goze de favor decorrente de contrato com pessoa jurídica de direito público, ou nela exercer função remunerada;
- Ocupar, também desde a data da posse, cargo ou função de que seja demissível "ad nutum", em autarquia, empresa pública, sociedade de economia mista ou empresa concessionária de serviço público;
- Patrocinar, também desde a data da posse, causa em que seja interessada autarquia, empresa pública, sociedade de economia mista ou empresa concessionária de serviço público;
- Ser, também desde a data da posse, titular de mais de um cargo ou mandato público eletivo;
- Proceder de forma incompatível com o decoro parlamentar;
- Sofrer condenação criminal em sentença transitada em julgado.

O artigo 55 enumera, também, os casos em que o mandato poderá ser extinto.

## Casos históricos
O primeiro senador da história brasileira a ter o mandato cassado foi Luís Estêvão, no dia 28 de junho do ano 2000, por quebra de decoro parlamentar (caso elencado no artigo 55, inciso II, da Constituição Brasileira). Estêvão estava diretamente envolvido com o juiz Nicolau dos Santos Neto no esquema de desvio de verbas das obras do Tribunal Regional do Trabalho do Estado de São Paulo. O fato veio a se repetir em 2012, sendo desta vez alvo o senador Demóstenes Torres que teve seu mandato cassado sob acusação de quebra de decoro parlamentar e de usar o mandato para favorecer negócios do bicheiro Carlinhos Cachoeira. Demóstenes teve seus direitos políticos impugnados e fica inelegível por 11 anos (até o ano de 2023), tornando-se assim, o segundo senador cassado na história do Senado Federal Brasileiro. Um terceiro caso aconteceu em maio de 2016, quando o senador Delcídio do Amaral (PT-MS) foi cassado por quebra de decoro parlamentar - por tentar obstruir a investigação da Operação Lava Jato. Seu destino político foi selado no Senado depois que ele fechou acordo de delação premiada e citou vários colegas do Senado em depoimentos ao Ministério Público. Com a decisão, Delcídio perdeu os direitos políticos e ficou inelegível por 11 anos, ou seja, até 2027.
Outros senadores brasileiros, como Jader Barbalho, José Roberto Arruda, Antônio Carlos Magalhães, Magno Malta (PL/Espírito Santo), Serys Slhessarenko (PT/Mato Grosso) e Ney Suassuna (PMDB/Paraíba) já estiveram perto de ter seus mandatos cassados. Os três primeiros optaram por renunciar aos devidos mandatos. Os demais, envolvidos no polêmico Escândalo dos Sanguessugas, foram "salvos" pelo senador Wellington Salgado (PMDB/Minas Gerais), que propôs uma mera advertência verbal.
Na Câmara dos Deputados, a história é um pouco diferente. Deputados federais famosos e influentes, como José Dirceu e Roberto Jefferson, envolvidos no conhecido Escândalo do Mensalão, não quiseram pedir renúncia de seus mandatos e acabaram cassados pelos colegas. Já Valdemar Costa Neto, outro parlamentar influente (era, na época, presidente do Partido Liberal), também ameaçado de ter o mandato cassado por envolvimento no mesmo escândalo, renunciou no dia 1 de agosto de 2005. Nas eleições de 2006, foi reeleito e voltou à Câmara.

## Nas concessões públicas
As concessões de rádio e televisão também podem ser cassadas. As mais conhecidas são a da TV Excelsior, em 1970, a da pioneira Rede Tupi, em 1980 e a dramática cassação da TV Manchete em 1999.